# Суха Вільхова
Суха Вільхова, Оріхівка — річка у Лутугинському районі Луганської області, права притока Вільхівки.

## Опис
Довжина річки 14  км., похил річки — 15 м/км. Формується з декількох безіменних струмків та водойм. 

## Розташування
Суха Вільхова бере  початок з водойми у селі Новобулахівки. Тече переважно на північний схід і в околиці селища Успенка впадає у річку Вільхову, праву притоку Лугані.